# Andre de Jong
Andre de Jong (2 de noviembre de 1996) es un futbolista neozelandés que juega como mediocampista o delantero en el Stellenbosch F. C.

## Carrera
Debutó en 2013 jugando para el Wanderers, un equipo formado por jugadores elegibles para disputar la Copa Mundial Sub-20 de 2015. Una vez terminó el campeonato, fue contratado por el Canterbury United. Durante su estadía en el club, jugó durante receso de la liga neozelandesa, tanto en 2015-16 como en 2016-17, en el Hakoah Sydney australino. En 2017 pasó al Eastern Suburbs, manteniendo su costumbre de regresar al Hakoah durante los recesos.

### Clubes
| Club               | País          | Año       | Partidos | Goles |
| ------------------ | ------------- | --------- | -------- | ----- |
| Wanderers          | Nueva Zelanda | 2013-2015 | 30       | 6     |
| Canterbury United  | Nueva Zelanda | 2015-2016 | 15       | 7     |
| Hakoah Sydney      | Australia     | 2016      |          |       |
| Canterbury United  | Nueva Zelanda | 2016-2017 | 17       | 5     |
| Hakoah Sydney      | Australia     | 2017      |          |       |
| Eastern Suburbs    | Nueva Zelanda | 2017-2018 | 16       | 12    |
| Hakoah Sydney      | Australia     | 2018      |          |       |
| Eastern Suburbs    | Nueva Zelanda | 2018-2019 | 20       | 17    |
| AmaZulu            | Sudáfrica     | 2019-2022 | 9        | 0     |
| Royal AM F. C.     | Sudáfrica     | 2022-2023 |          |       |
| Stellenbosch F. C. | Sudáfrica     | 2023-     |          |       |

### Selección nacional
Con la selección neozelandesa sub-17 disputó el Campeonato Sub-17 de la OFC, en donde los Young All Whites se coronaron campeones al vencer en sus cinco presentaciones. Fue convocado también para la Copa Mundial de ese año de la categoría, en donde Nueva Zelanda perdió sus tres partidos. En la categoría sub-20 jugó la Copa Mundial de 2015.
Debutó con la selección mayor en un amistoso que fue derrota por 1-0 ante Canadá el 24 de marzo de 2018. Más adelante ese año, el 7 de junio, anotó en una victoria por 2-1 ante India su primer gol internacional.

#### Partidos y goles internacionales
| Partidos y goles internacionales | Partidos y goles internacionales | Partidos y goles internacionales | Partidos y goles internacionales | Partidos y goles internacionales | Partidos y goles internacionales | Partidos y goles internacionales |
| #                                | Fecha                            | Estadio                          | Rival                            | Resultado                        | Competición                      | Gol(es)                          |
| -------------------------------- | -------------------------------- | -------------------------------- | -------------------------------- | -------------------------------- | -------------------------------- | -------------------------------- |
| 2018                             |                                  |                                  |                                  |                                  |                                  |                                  |
| 1                                | 24 de marzo                      | Pinatar Arena, Murcia            | Canadá                           | 0 – 1                            | Amistoso                         |                                  |
| 2                                | 7 de junio                       | Mumbai Football Arena, Bombay    | India                            | 2 – 1                            | Copa Intercontinental 2018       | 1 (1)                            |

## Palmarés

### Títulos internacionales
| Título                | Club (*)             | País    | Año  |
| --------------------- | -------------------- | ------- | ---- |
| Campeonato Sub-17 OFC | Nueva Zelanda sub-17 | Vanuatu | 2013 |

(*) Incluyendo la selección.